# 王凱裕
王凱裕（2002年1月11日—）為臺灣男子籃球運動員，現效力於P. LEAGUE+高雄鋼鐵人。
王凱裕為花蓮阿美族人，在就讀JHBL乙組學校花崗國中三年級因對上自強國中時繳出好表現受到關注而加入能仁家商籃球隊，高二以及高三時與隊友游艾喆率隊拿下高中籃球聯賽兩座冠軍金盃，高中畢業後一同進入國立政治大學就讀，2022年3月王凱裕在UBA冠軍戰繳出22分、6籃板、1抄截的表現助隊奪冠，個人獲選MVP殊榮。2024年7月12日，王凱裕在P. LEAGUE+新人選秀會第二輪第三順位獲得高雄17直播鋼鐵人青睞。7月19日，鋼鐵人宣布與王凱裕完成簽約。

## 外部連結
- 王凱裕在fiba3x3.com（英语）
- 王凱裕在P. LEAGUE+官網
- 王凱裕在Eurobasket.com（球員）（英语）
- 王凱裕在Flashscore（英语）